# Carl Oxenstierna (1737–1795)
Carl Oxenstierna, född 9 januari 1737, död 5 maj 1795 i Stockholm, var en svensk friherre och hovfunktionär samt fideikommissarie till Hargs fideikommiss.

## Biografi
Carl Oxenstierna föddes 1737 som son till friherre Erik Oxenstierna och dennes hustru Anna Magdalena Bonde. Fadern drev Hargs bruk som sedermera togs över av Carl.
Carl Oxenstierna blev kammarherre 1761 och han gifte sig 1762 i Örebro med Christina Eleonora Mörner af Morlanda (1735–1786). Hustrun utnämndes 1774 till statsfru, som en av de första när denna tjänst inrättades samma år, hos drottning Sofia Magdalena medan Oxenstierna utnämndes av Gustav III till en av kronprins Gustav Adolfs faddrar vid dennes dop den 10 november 1778. För detta fick han vid drottningens kyrktagning den 27 december samma år mottaga Gustav III:s faddertecken. Han utnämndes under 1780-talet av drottning Sofia Magdalena till hennes överhovstallmästare.

### Död och begravning
Han dog 1795 och är begraven bredvid sin fru på kyrkogården vid Hargs kyrka, under ett gravmonument utformat som kolonn på vilkens kapitäl det står en brinnande oljelampa. På själva kolonnskaftet syns hans friherrliga vapen omgivet av Kungliga Vasaordens riddarkedja, samt under detta en festong, allt förgyllt. På sockeln kan man läsa:

## Övrigt
Carl Oxenstierna skänkte 1771 fyra timglas samt tillhörande förgylld träställning till Lohärads kyrka och Hargs kyrka skänkte han nattvardskärl såsom kalk och vinkanna samt även sockenbudstyg och brudkrona, allt i silver.
Carl Oxenstierna ritade altaruppsatsen samt predikstolen för Stuguns gamla kyrka 1791.

## Utmärkelser
- Kommendör Vasaorden – 24 november 1773
- Gustav III:s faddertecken – 27 december 1778
- Kommendör med stora korset av Vasaorden – 1 september 1782 (i samband med prins Karl Gustavs födelse)[5]